# 도쿄 6대학 야구 연맹

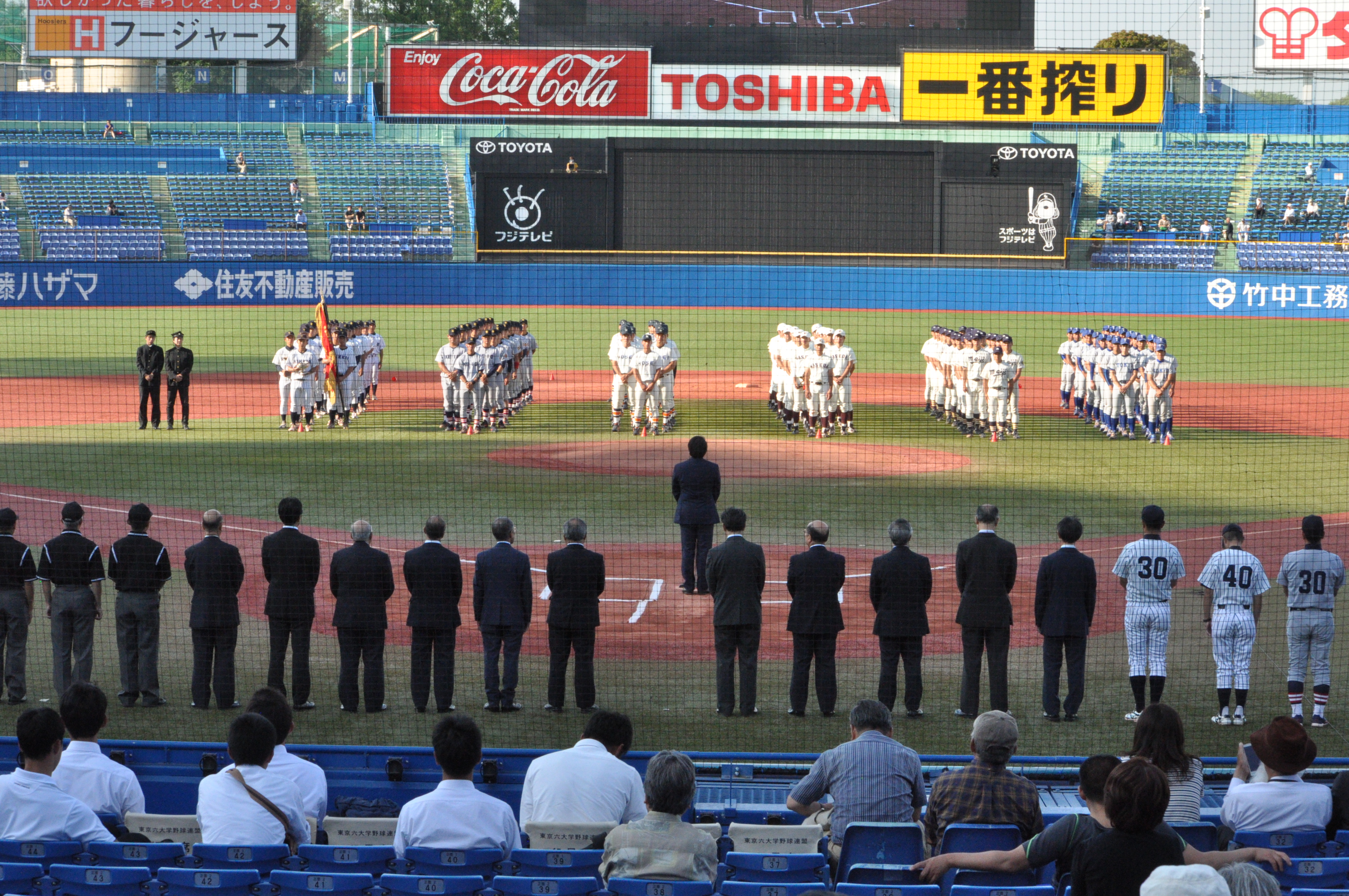

도쿄 6대학 야구 연맹(일본어: 東京六大学野球連盟 도쿄로쿠다이가쿠야큐렌메이[*]), TOKYO BIG6 BASEBALL LEAGUE)은 일본 도쿄에 소재지를 두고 있는 6개 명문 대학의 야구부로 구성되어 있는 대학 야구 리그이다. 현재 존재하고 있는 일본의 대학 간의 야구 리그 중 가장 긴 역사를 보유하고 있다. 전일본 대학 야구 연맹 산하에 속해 있다.
프로 야구의 인기가 높아지기 전까지는 일본의 야구 인기의 중심적인 존재였으며, 주말 메이지 진구 야구장에서 경기를 가지며, 일본의 각 대학야구연맹 가운데 평균 입장 관중 수가 가장 많다. 일본의 프로 야구 및 아마추어 야구에는 많은 수의 6대학 야구 연맹 출신의 선수들이 존재하고 있다.

## 역사
도쿄 6대학 야구 연맹은 1903년에 시작된 와세다 대학과 게이오기주쿠 대학의 대항전(소케이센(早慶戦) 또는 게이소센(慶早戦))을 그 시초로 두고 있다. 이 대항전은 1906년 응원의 과열 등을 이유로 중단되었으나, 1914년에 메이지 대학이 더해진 3개 대학 간의 리그전이 개시되었다. 1917년에는 호세이 대학이, 1921년 릿쿄 대학이 참가하여 5개 대학 간의 리그전으로 확대되었다. 한편 이런 와중에도 와세다 대학과 게이오기주쿠 대학 간의 대항경기에 관해서는 관계자가 과열을 염려해 실시하지 않는 상황이 계속되는 등 변칙적인 리그전 운용이 계속되었다.
1925년 가을, 도쿄 제국대학(현재의 도쿄 대학)이 새로 참가하면서 처음으로 조직을 만들게 되어 도쿄 6대학 야구 연맹이 정식으로 발족했다. 또한 동시에 리그전으로서의 체제를 정비하고 경기가 재개되었다. 그 다음 해인 1926년에는 메이지 진구 야구장(明治神宮野球場)이 도쿄 6대학 야구 연맹의 협력 하에 완성되어 실질적인 연맹 전용구장으로서 운용되게 된다.

## 연혁
- 1903년 - 와세다 대학과 게이오기주쿠 대학의 대항경기 개시.
- 1906년 - 와세다 대학과 게이오기주쿠 대학의 대항경기 중단.
- 1914년 - 메이지 대학이 리그전에 참가.
- 1917년 - 호세이 대학이 리그전에 참가.
- 1921년 - 릿쿄 대학이 리그전에 참가.
- 1925년 - 도쿄 제국대학이 참가하며 도쿄 6대학 야구 연맹 발족. 대학 간 대항경기 재개.
- 1926년 - 메이지 진구 구장이 완공됨.
- 1943년 - 문부성의 명령에 의해 해산.
- 1946년 - 연맹 부활, 천황배가 내려지기 시작함.
- 1947년 - 대학야구 왕좌 결정전 개최를 위해 도토 대학 야구 연맹(東都大学野球連盟), 간사이 대학 야구 연합(関西大学野球連盟), 간사이 6대학 야구 연맹(関西六大学野球連盟)과 함께 '전국 대학야구 연맹'을 결성.
- 1950년 - 쇼와 천황이 와세다 대학과 게이오기주쿠 대학의 대항경기를 관람. 이 해 가을부터 종전 후 처음으로 리그전 전 경기를 메이지 진구 구장에서 개최하게 됨.
- 1952년 - 일본 대학야구의 통일 조직인 전일본 대학야구 연맹의 결성에 협력, 동연맹 산하가 됨.
- 1958년 - 춘계부터 등번호제를 도입.
- 1965년 - 춘계부터 프로에서만 사용하고 있던 메이지 진구 구장 좌우 양측의 럭키존을 고정하여 사용하기로 변경.
- 1968년 - 춘계에 메이지 유신 100년을 기념해 우승 학교에 메이지 신궁 트로피가 수여됨.
- 1975년 - 11월 8일 연맹이 결성된지 50주년을 기념해 6대학 OB 출신인 프로 야구 선수의 홍백전을 실시함.
- 1976년 - 메이지 진구 구장 준공 50주년 기념 경기로 11월 3일에 도토 대학 야구 연맹과의 대항 경기를 실시. 또한 11월 13일에 도쿄 6대학·도토 대학의 전문 OB전을 실시함.
- 1979년 - 연맹 100번째 시즌을 맞이해 에이단 지하철(현재의 도쿄 메트로)에서 기념표가 발급되었음.
- 1981년 - 이 해부터 체코 슬로바키아 트로피가 수여됨.
- 1988년 - 쇼와 천황의 서거로 경기 내 북을 이용한 응원이 자제되었음. 이후 주변 주민들을 배려해 북 응원의 일부 제한이 계속됨.
- 1992년 - 10월 17일과 18일에 프로 야구 일본 시리즈의 개최를 배려하여 최초의 야간 경기를 실시함(게이오기주쿠 대학 - 호세이 대학, 와세다 대학 - 메이지 대학).
- 1994년 - 5월 29일 아키히토 천황이 와세다 대학과 게이오기주쿠 대학의 대항경기를 관람.
- 1995년 - 11월 4일 연맹 결성 70주년 기념으로 6대학의 현역을 골라 대 6대학 OB와의 경기를 실시함.
- 1996년 - 11월 9일 메이지 진구 가이엔 창건 70주년 기념 경기로 도토 대학 야구 연맹과의 대항전을 실시. 또한 기후현 나가라가와 구장에서 도쿄 6대학 야구 대회를 실시(1999년까지 매년 개최).
- 2000년 - 세키가하라 전투 400주년을 기념해 간사이 학생 야구 연맹과 협력해 양 연맹의 동서 올스타 대항 학생 야구 대회를 실시(기후 현의 나가라가와 구장 및 오가와 기타 공원 야구장에서 한 경기씩 진행).
- 2003년 - 11월 26일 소케이센 100주년 기념 행사를 실시. 양교 수석 OB의 친선 경기와 전 소케이센 실시.
- 2006년 - 11월 4일 메이지 진구 가이엔 창건 80주년을 기념해 도쿄 야쿠르트 스왈로스와 경기를 치뤘음.
- 2007년 - 11월 17일 2007 일·중 문화·스포츠 교류년을 기념해 일·중 대학 야구 교류전으로 도쿄 6대학 선발 대 중국 대학 선발팀의 경기를 실시함.

## 특징
6대학 야구 리그는 와세다 대학과 게이오기주쿠 대학의 대항경기를 그 기원으로 하기 때문에 최종전의 대전 카드는 반드시 두 대학의 대항경기가 되도록 리그전의 스케줄이 짜여진다. 와세다 대학과 게이오기주쿠 대학의 대항경기는 한때 국민적 주목을 끌었던 시대가 있어 현재에 들어서도 두 학교의 학생이나 졸업생, 열성 야구 팬의 사이에서 뿌리 깊은 인기를 유지하고 있다. 도쿄 6대학 야구 자체가 현재의 프로야구가 탄생하기 이전부터 이미 인기의 스포츠로서 정착해 있어 일본의 프로 야구 창설기의 운영 방법에도 많은 영향을 주었다. 현재 일본 전역의 나머지 25개 대학야구 연맹의 운영 방법에도 이 6대학 야구 연맹이 채용해 온 방법이 영향을 주고 있는 것이 많다.
또한 6대학 야구 리그의 인기로 인해 6개 대학의 체제가 성립되기 이전부터도 가입 타진을 요구하는 대학이 몇몇 나타났으며, 태평양 전쟁 종전 후 리그전이 재개될 당시, 같은 도쿄 도내에 있는 대학야구 유력 학교가 많이 소속해 있는 도토 대학 야구 연맹(진구 구장을 같이 사용)측에서의 합병을 타진해오는 등의 일도 있었지만, 그대로 변함없는 6개 대학의 구성을 견지한 채로 현재에 이르고 있다.
이 연맹에 가맹하고 있는 대학들은 도쿄 6대학(東京六大学), 약칭으로 육대학(六大学 로쿠다이가쿠[*])이라고도 불리며, 이들 6개 대학 사이에는 야구 경기 외에도 다양한 경기나 예술, 문화 관련 학생 교류가 활발하다. '도쿄 6대학'이라는 대학 그룹의 명칭은 애초에 도쿄 6대학 야구 연맹에서부터 파생한 것이지만, 현재는 야구의 범위를 넘어 일본을 대표하는 대학 그룹의 총칭으로서 이용될 정도이다. 미국의 미식축구의 연맹인 동부 지구의 명문 대학 그룹인 아이비 리그(Ivy League)를 본따, '일본의 아이비리그' 식으로 소개되기도 한다.
연혁에서 언급된 대로, 1946년부터 이 리그의 우승 팀에는 천황배가 주어지고 있다. 천황배는 원칙적으로 한 종목에 대해 하나 밖에 내려지지 않기 때문에, 다른 종목에서는 천황배가 그 종목을 통틀어 최우수자에 대해서 주어지는(예를 들면 축구의 천황배는 전클럽 팀의 최우수 팀에게만 줄 수 있다)것으로 되어 있는데도 불구하고 경식 야구 종목에 한해서는 도쿄 6대학 야구 연맹의 우승 대학에만 주어지는 변칙적인 상황이 계속되고 있다.
그러나 한편 1976년의 진구 구장 준공 50주년과 1996년의 메이지진구 외원(明治神宮外苑 메이지진구 가이엔[*]) 창건 70주년 당시에는 같은 진구 구장을 본거지로 하고 있는 도토 대학 야구 연맹과 대전한 바 있다. 참고로 간사이 학생 야구 연맹과 2000년에 동서 대항전을 실시한 적도 있지만 현재는 행해지지 않고 있다.

## 기록
| 대학명            | 우승횟수 | 최근 우승   |
| ----------------- | -------- | ----------- |
| 와세다 대학       | 47회     | 2024년 춘계 |
| 호세이 대학       | 46회     | 2020년 춘계 |
| 메이지 대학       | 43회     | 2023년 춘계 |
| 게이오기주쿠 대학 | 40회     | 2023년 추계 |
| 릿쿄 대학         | 13회     | 2017년 춘계 |
| 도쿄 대학         | 0회      | 없음        |

## 순위 결정 방법
춘계와 추계에 리그전이 운용되고 있어, 같은 상대에게 먼저 2승을 올린 대학에 승점 1을 주어 최종적으로 승점을 많이 획득한 대학이 우승이 된다. 승점이 같을 경우에는 승률이 높은 대학이 상위가 된다.

## 경기 회장
주말을 중심으로, 모두 진구 구장에서만 행해진다.
도쿄 6대학 야구 연맹은 진구 구장이 건설될 당시에 큰 협력을 했었던 이유로 구장의 사용의 할당을 결정할 때도 최우선의 배려를 받았다. 리그전 개최 시기는 리그전 종료 후에 행해지는 신인전까지 포함하여 토요일, 일요일은 물론 평일도 월요일~수요일까지의 낮시간은 도쿄 6대학 야구 연맹이 우선적으로 진구 구장을 사용해 경기를 개최할 수 있다. 그러므로 도쿄 야쿠르트 스왈로스의 홈경기는 야간에 열린다.
또, 리그전 기간 중에 각 학교 응원단이 이용하는 응원 리더 단상은 원래는 학생 주체 조직의 모임인 도쿄 6대학 응원단 연맹의 공유 소유물에 불과하나 이 단상 설치를 위해 구장 설비의 일부인 펜스 지주에 응원 리더 단상을 고정하기 위한 돌기 쇠장식이 용접되어 있는 등 구장 측의 연맹에 대한 편의는 상당한 편이다. 이처럼 구장과 대학야구 연맹의 관계가 깊은 곳은 일본 전국을 통틀어서도 유일하다고 볼 수 있다.

## 가맹 대학
- 와세다 대학
- 게이오기주쿠 대학
- 메이지 대학
- 호세이 대학
- 릿쿄 대학
- 도쿄 대학